# Jeppe Beck Laursen
Jeppe Beck Laursen er en norsk skuespiller og stuntmand. Han er mest kendt for sine mange reklamefilm, bl.a. for KiMs, Natteravnene og IKEA.

## Filmografi
- Kill Buljo 2 (2013)
- Hansel and Gretel: Witch Hunters (2013)
- Hotel Cæsar (2013)
- Labyrint (tv-serie, 2012)
- Tomme Tønner 2 (2011)
- Brødrene Dal og Vikingsverdets Forbannelse (2010)
- Kurt Josef Wagle og legenden om fjordheksa (2010)
- Tomme Tønner (2010)
- En helt vanlig dag på jobben (2010)
- Snarveien (2009)
- Død sne (2009)
- Hvaler (2008)
- Rovdyr (2008)
- Varg Veum – Tornerose (2008)
- Kalde føtter (2006)
- Ungkarsnissen (2004)